# Wybory prezydenckie na Sri Lance w 2010 roku
Wybory prezydenckie na Sri Lance w 2010 roku - wcześniejsze wybory prezydenckie na Sri Lance, zorganizowane 26 stycznia 2010 i zakończone zwycięstwem urzędującego prezydenta Mahindy Rajapaksy, który pokonał głównego kandydata opozycji, generała Saratha Fonsekę.

## Organizacja wyborów

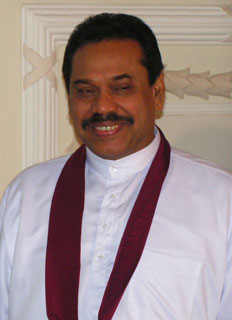
Prezydent Mahinda Rajapaksa.

23 listopada 2009 prezydent Mahinda Rajapaksa ogłosił decyzję o organizacji wcześniejszych wyborów. Zgodnie z konstytucją kraju, głowa państwa może rozpisać wcześniejsze wybory prezydenckie po czterech latach swojej 6-letniej kadencji. Ostatnie wybory odbyły się w listopadzie 2005, co oznaczało organizację kolejnych w listopadzie 2011.
27 stycznia 2009 komisja wyborcza wyznaczyła dokładną datę wyborów na 26 stycznia 2010 oraz ustaliła czas zgłaszania kandydatur począwszy od 17 grudnia 2009. Do udziału w wyborach uprawnionych było 14,09 mln obywateli, którzy oddawali swoje głosy w ponad 11 tys. punktach wyborczych.

## Kandydaci i kampania wyborcza
Głównymi kandydatami w wyborach prezydenckich byli urzędujący od 2005 prezydent Mahinda Rajapaksa oraz były dowódca sił zbrojnych, generał Sarath Fonseka.
Prezydent Rajapaksa, stojący na czele Partii Wolności Sri Lanki (Sri Lanka Freedom Party) i startujący jako kandydat koalicji United People's Freedom Alliance, ubiegał się o reelekcję na stanowisku. Jego główny rywal, generał Fonseka, zdecydował się na udział w wyborach 29 listopada 2009. Już kilka dni wcześniej jego ewentualną kandydaturę poparła główna partia opozycyjna, Zjednoczona Partia Narodowa (United National Party) oraz opozycyjna partia komunistyczna, Janatha Vimukthi Peramuna (Ludowy Front Wyzwolenia). 12 listopada 2009 gen. Fonseka zrezygnował z funkcji Szefa Sztabu Obrony z powodu konfliktu z prezydentem wokół wkładu i zasług obu stron w zakończenie wojny domowej na Sri Lance i zwycięstwo nad Tamilskimi Tygrysami. W swoim przemówieniu Fonseka skrytykował rząd za ograniczanie wolności i mediów oraz przeciąganie procesu asymilacji uchodźców wojennych. Stwierdził, że władze nie potrafiły przywrócić normalności w kraju. Zobowiązał się do zreformowania uprawnień wykonawczych głowy państwa w ciągu sześciu miesięcy, przeprowadzenia wyborów parlamentarnych i uchwalenia nowej konstytucji, gwarantującej zasady demokracji, sprawiedliwości społecznej i wolności mediów. Na początku stycznia 2010 Fonseka zobowiązał się do zwolnienia wszystkich zatrzymanych bojowników tamilskich, przeciwko którym nie postawiono żadnych zarzutów i zniesienie stanu wyjątkowego w kraju w ciągu miesięcy, w przypadku wygranej w wyborach. W odpowiedzi, główna reprezentacja Tamilów, Tamilski Sojusz Narodowy (Tamil National Alliance), zadeklarował poparcie dla jego kandydatury, stwierdzając, że polityka prezydenta Rajapaksy nie gwarantuje pojednania narodowego.
Oprócz Rajapaksy i Fonseki, do udziału w wyborach dopuszczonych zostało jeszcze 20 kandydatów, w tym 5 niezależnych. Jedna kandydatura została odrzucona przez komisję wyborczą. W sumie, w wyborach wzięła udział największa liczba kandydatów w historii kraju.
24 stycznia 2010 była prezydent Chandrika Kumaratunga udzieliła wsparcia kandydaturze Fonseki. Opozycja oskarżyła rządzących o planowanie oszustw wyborczych i podsycanie niepokojów w celu utrzymania swojej władzy. Kampania wyborcza okazała się bardzo krwawa, zanotowanych zostało ponad 800 aktów przemocy, w których ogółem zginęło 5 osób. Zaniepokojenie rosnącą przemocą wyraził sekretarz generalny ONZ, Ban Ki-moon. Zaapelował on do wszystkich partii politycznych i ich zwolenników o powstrzymanie się od przemocy i unikanie prowokacyjnych działań w czasie okresu wyborczego. Organizacje monitorujące przebieg kampanii stwierdziły, że była ona najbrutalniejsza w ciągu ostatnich 20 lat.

## Głosowanie i wyniki
W celu zapewnienia bezpieczeństwa, władze w dniu głosowania rozlokowały 68 tys. sił policyjnych. 26 stycznia 2010 doszło do eksplozji w kilku miastach kraju, m.in. w Dżafnie, jednak nie spowodowały one żadnych ofiar. Prezydent Rajapaksa stwierdził po oddaniu głosu, że jego zwycięstwo będzie „znaczące”, dodając, że naród jest „gotowy cieszyć się z lepszego jutra”. Generał Fonseka nie mógł oddać głosu, gdyż jego nazwisko nie znalazło się na liście wyborców. Komisja Wyborcza orzekła, iż pomimo tego może on ubiegać się o prezydenturę. Wybory były monitorowane przez obserwatorów ze Wspólnoty Narodów oraz kilku państw azjatyckich.
27 stycznia 2010 komisja wyborcza opublikowała oficjalne wyniki wyborów. Zwycięstwo już w pierwszej turze odniósł prezydent Rajapaksa, który zdobył 57,88% głosów, o ponad 1,8 mln więcej niż drugi Sarath Fonseka (40,15% głosów). Frekwencja wyborcza była wysoka i wyniosła 74,5%. W północno-wschodnich regionach kraju, zamieszkanych przez ludność tamilską sprzyjającą Fonsece, frekwencja była niska i nie przekroczyła 30%. Międzynarodowi obserwatorzy wyrazili zaniepokojenie rozmiarami przedwyborczej przemocy, której częściej według nich mieli dopuszczać się zwolennicy prezydenta Rajapakse, a także nadużywaniem przez władze swojej pozycji, w tym nierówny dostęp do publicznych mediów. Szef międzynarodowego Centrum ds. Monitorowania Przemocy Wyborczej stwierdził, że choć odnotowane zostały nieprawidłowości w trakcie wyborów, nie pojawiły się dowody sugerujące masowe fałszerstwa wyborcze.

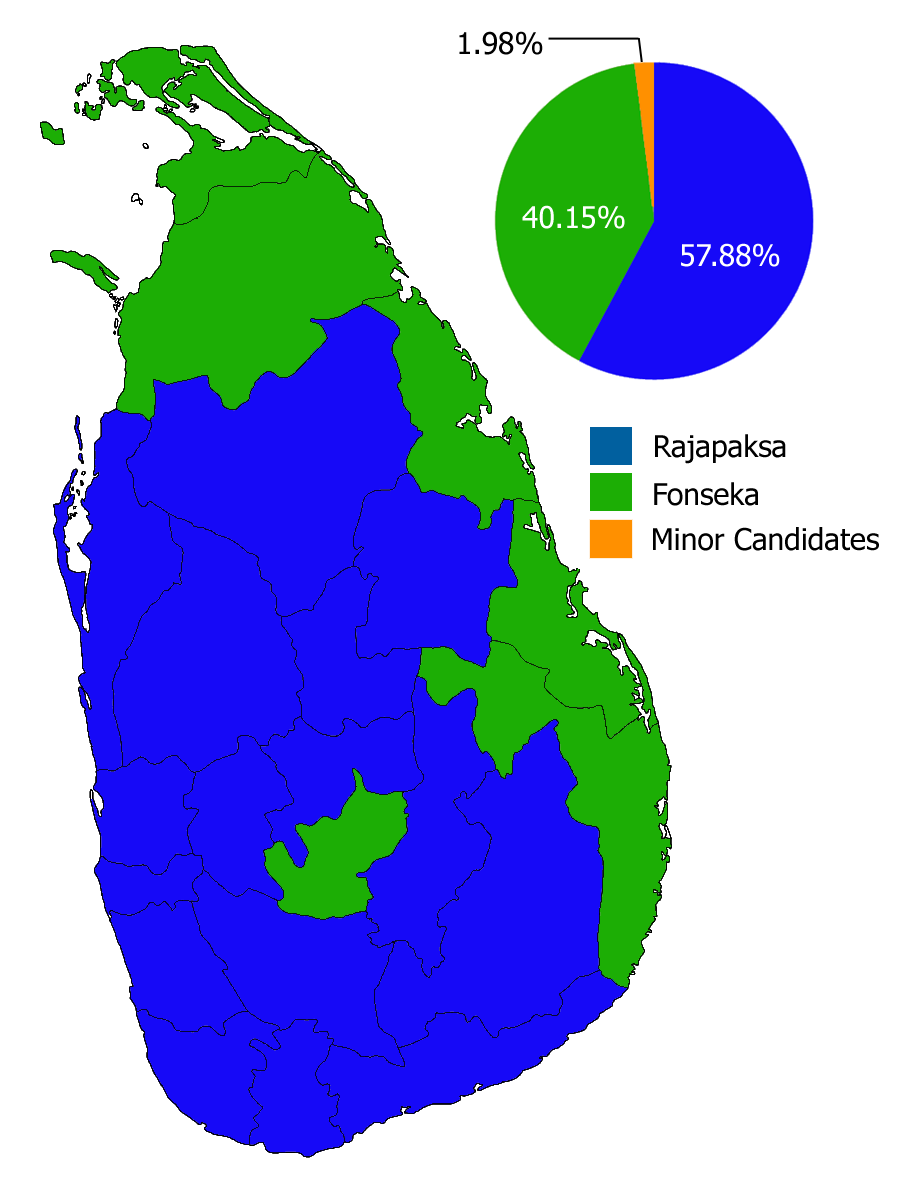
Rezultat wyborów. Niebieski - okręgi, w których zwyciężył Rajapaksa, zielony - wygrana Fonseki.

| Kandydat                        | Partia polityczna                            | Liczba głosów       | %      |  |
| ------------------------------- | -------------------------------------------- | ------------------- | ------ |  |
| Mahinda Rajapaksa               | United People's Freedom Alliance             | 6 015 934           | 57,88% |  |
| Sarath Fonseka                  | New Democratic Front                         | 4 173 185           | 40,15% |  |
| Mohomad Cassim Mohomad Ismail   | Democratic United National Front             | 39 226              | 0,38%  |  |
| Achala Ashoka Suraweera         | Jathika Sangwardhena Peramuna                | 26 266              | 0,25%  |  |
| Channa Janaka Sugathsiri Gamage | United Democratic Front                      | 23 290              | 0,22%  |  |
| W.V. Mahiman Ranjith            | niezależny                                   | 18 747              | 0,18%  |  |
| A.S.P Liyanage                  | Sri Lanka Labour Party                       | 14 220              | 0,14%  |  |
| Sarath Manamendra               | Nawa Sihala Urumaya                          | 9 684               | 0,09%  |  |
| M.K. Sivajilingam               | niezależny                                   | 9 662               | 0,09%  |  |
| Ukkubanda Wijekoon              | niezależny                                   | 9 381               | 0,09%  |  |
| Lal Perera                      | Our National Front                           | 9 353               | 0,09%  |  |
| Siritunga Jayasuriya            | United Socialist Party                       | 8 352               | 0,08%  |  |
| Vikramabahu Karunaratne         | Left Front                                   | 7 055               | 0,07%  |  |
| Idroos Mohomad Ilyas            | niezależny                                   | 6 131               | 0,06%  |  |
| Wije Dias                       | Socialist Equality Party                     | 4,195               | 0.04%  |  |
| Sanath Pinnaduwa                | National Alliance                            | 3 523               | 0,03%  |  |
| M. Mohamed Musthaffa            | niezależny                                   | 3 134               | 0,03%  |  |
| Battaramulle Seelarathana Thero | Jana Setha Peramuna                          | 2 770               | 0,03%  |  |
| Senaratna de Silva              | Patriotic National Front                     | 2 620               | 0,03%  |  |
| Aruna de Zoyza                  | Ruhunu Janatha Party                         | 2 618               | 0,03%  |  |
| Upali Sarath Kongahage          | United National Alternative Front            | 2 260               | 0,02%  |  |
| Muthu Bandara Theminimulla      | Okkoma Vesiyo - Okkoma Rajavaru Sanvidhanaya | 2 007               | 0,02%  |  |
| Razem                           | Razem                                        | 10 393 613          |        |  |
| Zarejestrowani wyborcy          | Zarejestrowani wyborcy                       | 14 088 500          |        |  |
| Oddane głosy                    | Oddane głosy                                 | 10 495 451 (74,50%) |        |  |
| Głosy nieważne                  | Głosy nieważne                               | 101 838             |        |  |
| Głosy ważne                     | Głosy ważne                                  | 10 393 613          |        |  |
| Źródło:                         |                                              |                     |        |  |

## Reakcje i sytuacja powyborcza
Generał Fonseka odrzucił wyniki wyborów, oskarżając władze o fałszerstwa oraz zarzucając im nieuczciwą i nierównoprawną kampanię wyborczą. Wezwał do anulowania wyników i zapowiedział zaskarżenie ich do sądu. 27 stycznia 2010, w czasie ogłaszania cząstkowych wyników wyborów, korzystnych dla urzędującego prezydenta, hotel, w którym przebywał Fonseka został otoczony przez wojsko. Generał oskarżył władze o próbę jego zatrzymania i zastraszenia. Jak argumentował rzecznik sił zbrojnych, rozlokowanie żołnierzy wokół budynku było spowodowane wyłącznie planem ujęcia 400 dezerterów, przebywających również w tym czasie w hotelu. Jeszcze tego samego dnia Fonseka opuścił budynek w asyście swojej ochrony, siły wojskowe wycofały się wówczas spod hotelu.
Prezydent Rajapaksa nazwał swoje zwycięstwo „wyborem narodu”, a siebie prezydentem wszystkich obywateli. Jego zwolennicy hucznie świętowali wygraną na ulicach Kolombo. Rzecznik prezydenta określił jego sukces jako „historyczne i oszałamiające zwycięstwo”. Rajapakse zapowiedział dalszy rozwój Sri Lanki, wykorzystanie jej strategicznego położenia na szlakach powietrznych i morskich, odbudowę infrastruktury, przyciągnięcie do kraju kapitału zagranicznego oraz poprawę wydajności krajowej gospodarki.
Gratulacje prezydentowi złożył premier Indii Manmohan Singh oraz przedstawiciele amerykańskiej ambasady, którzy wezwali jednakże lankijskie władze do zbadania wszystkich nieprawidłowości wyborczych oraz do zapewnienia bezpieczeństwa wszystkim kandydatom. 2 lutego 2010 Sąd Najwyższy orzekł, że nowy mandat prezydenta Rajapaksy rozpocznie się z dniem 19 listopada 2010. Oznaczało to w praktyce wydłużenie jego rządów o kilka miesięcy i możliwość sprawowania przez niego władzy do listopada 2016.
3 lutego 2010 tysiące zwolenników opozycji demonstrowało w Kolombo przeciw sfałszowanym ich zdaniem wyborom prezydenckim i samemu prezydentowi Rajapaksie. Władze w kolejnych dniach po wyborach zatrzymały dziesiątki wojskowych, związanych dawniej z Fonseką, których oskarżyły o planowanie zamachu stanu. O to samo oskarżyły również Fonsekę. Odrzucił on zarzuty, lecz władze uniemożliwiły mu opuszczenie kraju. 29 stycznia 2010 wojsko wtargnęło i zajęło siedzibę jego sztabu wyborczego. 8 lutego 2010 Fonseka został aresztowany w swoim biurze w Kolombo przez siły wojskowe pod oficjalnym zarzutem „popełnienia przestępstw wojskowych”.